# Gelbensande
Gelbensande là một đô thị ở bang Mecklenburg-Vorpommern, Đức. Đô thị này tọa lạc ở huyện Bad Doberan, gần Rostock, Ribnitz-Damgarten và Stralsund. Đô thị Gelbensande gồm 4 làng. Dân số cuối năm 2006 là 1794 người.
Gelbensande có cự ly khoảng 8 km so với Biển Baltic.